# Walter A. Friedman
Walter A. Friedman (* 7. Juni 1962 in den USA) ist ein US-amerikanischer Hochschullehrer für Betriebswirtschaftslehre, Wirtschaftshistoriker und Autor.

## Leben
Friedman ist Dozent für Betriebswirtschaftslehre an der Harvard Business School und Direktor der Business History Initiative. Ferner ist er mit Geoffrey G. Jones Herausgeber des Business History Review.
Im letzten Jahrzehnt veröffentlichte Friedman zwei Bücher über Themen aus der Wirtschaftsgeschichte der letzten 150 Jahre. Er arbeitet zurzeit an einer Geschichte großer US-amerikanischer Firmen in der Zeit von 1920 bis 1980.

## Auszeichnungen und Preise
- Newcomen Post-Doctoral Fellow in Wirtschaftsgeschichte.

## Veröffentlichungen
- Birth of a Salesman. The Transformation of Selling in America. Harvard University Press, 2004, ISBN 0-674-01298-4.
- als Herausgeber mit Geoffrey Jones: Business History. Edward Elgar Publishing Ltd., Cheltenham, England 2013, ISBN 978-1-781955260.
- Fortune Tellers. The Story of America's First Economic Forecasters. Princeton University Press, Princeton, New Jersey 2014, ISBN 978-0-691-15911-9.[1]